# Сакаян, Диана
Диана Сакаян (исп. Diana Sacayán; 31 декабря 1975, Тукуман, Аргентина — 11 октября 2015, Буэнос-Айрес, Аргентина) — аргентинская ЛГБТ-активистка. Она занималась защитой юридических прав и прав человека трансгендерных людей в Аргентине.

## Биография
Аманкай Диана Сакаян родилась в Тукумане 31 декабря 1975 года. Её предками были диагита. В юном возрасте её семья переехала в Грегорио-де-Лаферрере, Буэнос-Айрес. Она вела бедную жизнь со своими 15 братьями и сестрами.

## Активизм
Диана Сакаян сделала каминг-аут как транс-женщина в возрасте семнадцати лет. С тех пор её права человека несколько раз нарушались. Её несколько раз арестовывали, и в тюрьме она склонялась к Коммунистической партии. Однако в 2011 году она покинула партию и Коммунистическую партию и создала Антидискриминационное движение освобождения (MAL), неправительственную организацию. Эта организация боролась против всех форм дискриминации. Они также подчеркнули важность расширения прав и возможностей ЛГБТИ-людей в различных секторах, включая повышение осведомленности об их правах человека.
Как президент MAL, она отвечала за проект недискриминационной политики в медицинских учреждениях Ла-Матанса. Этот проект был направлен на вовлечение трансгендеров и транссексуалов в систему здравоохранения. Она также работала над повышением осведомлённости трансгендеров и транссексуалов об их правах. Её активный вклад привёл к признанию государством регулирования самооценки гендерной идентичности. Это перевернуло основные прецеденты Национального закона о гендерной идентичности. Сакаян входила в правление Международной ассоциации ЛГБТ-людей и возглавляла Антидискриминационное освободительное движение в Аргентине. В 2012 году она получила своё национальное удостоверение личности как личность женщины от бывшего президента Аргентины Кристины Фернандес де Киршнер.

## Смерть
Диана была жестоко убита в октябре 2015 года. Инцидент с её убийством вызвал переполох и большой общественный резонанс, особенно в правозащитных движениях и сообществе ЛГБТК+. Человек, который убил Диану, Габриэль Дэвид Марино, впоследствии был приговорён к пожизненному заключению в 2018 году. Впервые в истории аргентинское правосудие признало, что убийство было на почве ненависти к ЛГБТ-людям. Это решение широко приветствовалось ЛГБТ-активистами и считалось «ещё одним примером [социальных] изменений, происходящих в Аргентине».